# Eimeria canis
Eimeria canis ist ein einzelliger Parasit des Darms bei Hunden aus der Gruppe der Kokzidien.

## Merkmale und Entwicklung
Die Oozysten von E. canis sind oval und 23,9 ± 0,74 µm × 37,45 ±1,2 µm groß. Sie besitzen eine dunkelbraune Hülle mit einer deutlichen, 5,65 µm großen Membranpore (Mikropyle). Bei der Sporulation entstehen in etwa 30 bis 60 Stunden vier Sporoblasten, um die sich später eine Sporozystenhülle mit einer charakteristischen Verdickung an einem Pol bildet, die als Stieda-Körper bezeichnet wird. Innerhalb dieser Hülle erfolgt die Differenzierung in je zwei Sporozoiten. Die Sporozysten sind etwa 15 µm × 9 µm groß.

## Erforschungsgeschichte
Der erste Nachweis von E. canis im Kot eines Hundes aus London stammt aus dem Jahr 1922 von Brown und Mitarbeitern, darauf beruht die Erstbeschreibung durch Wenyon. 1924 wurde der Erreger in Utrecht, 1931 auf den Philippinen nachgewiesen. 1933 wurde E. canis erstmals in Nordamerika isoliert. In einer kanadischen Studie aus dem Jahr 1950 wurde die Kokzidie bei 16,8 % der Hund nachgewiesen. In einer Grazer Studie wurde nur bei 6 von 1600 Kotproben Eimeria canis gefunden.